# Apolon in Dafne (Bernini)
Apolon in Dafne je baročna skulptura iz marmorja v naravni velikosti italijanskega umetnika Giana Lorenza Berninija, izdelana med letoma 1622 in 1625. Delo je hranjeno v galeriji Borghese v Rimu in prikazuje vrhunec zgodbe o Apolonu in Dafne (tudi Phoebus in Daphne) v Ovidovih Metamorfozah.

## Zgodovina
Skulptura je bila zadnja izmed številnih umetniških del, ki jih je v začetku Berninijeve kariere naročil kardinal Scipione Borghese. Skulptura Apolon in Dafne je bila naročena potem, ko je Borghese predal prejšnje delo svojega pokroviteljstva, Ugrabitev Perzefone, kardinalu Ludovicu Ludovisiju.
Večina zgodnjega dela je bila izvedena v letih 1622–23, dokončana pa je bila šele po premoru leta 1625. Septembra 1625 je bila preseljena v kardinalovo vilo Borghese. Bernini kipa ni izdelal sam; pomagal mu je član njegove delavnice Giuliano Finelli, ki se je lotil podrobnosti, ki prikazujejo Dafnino pretvorbo iz človeka v drevo, na primer lubje, veje, prsti, lase. Nekateri zgodovinarji zanemarjajo pomen Finellijevega prispevka.

## Opis
Čeprav je skulpturo mogoče opazovati iz več zornih kotov, je Bernini načrtoval, da se delo vidi najbolje od vrat, kjer se je nahajala. Ogled skulpture nekoliko z desne strani je opazovalcu omogočil, da istočasno vidi reakcije Apolona in Dafne ter tako razume zgodbo v enem samem trenutku, ne da bi se mu bilo treba premikati, vendar so skulpturo kasneje prestavili na sredino sobe.
Tako kot Berninijeva skulptura Ugrabitev Perzefone iz leta 1622 imata Apolon in Dafne kartušo z moralnim aforizmom papeža Urbana VIII. Pripisovanje krščanske moralne vrednosti poganskemu subjektu je bil način za utemeljitev prisotnosti kipa v vili Borghese.

## Ikonografija
Eros se je hotel maščevati Apolonu, ker ga je ta užalil, in zato ustreli Apolona s puščico, ki ljubezen prižiga in Dafne s puščico, ki ljubezen zavrača. Ko Fojbos (Apolon) zagleda Dafne, hčerko rečnega boga Peneja, ga prevzame njena lepota in se vanjo zaljubi. Hoče jo imeti zase in jo začne loviti. Medtem ko Nimfa beži, jo Apolon neusmiljeno lovi - hvali se, prosi in ji obljublja vse. Ko ji moči končno poidejo, moli k očetu Peneju:
»Uniči lepoto, ki me je poškodovala, ali spremeni telo, ki mi uniči življenje.« Preden se je molitev končala, jo je po vsem telesu zajela omama, okoli njenega nežnega telesa pa se je ustvarilo tanko lubje, lasje so postali kot premikajoči se listi; njene roke so bile spremenjene v veje, njena aktivna stopala so se oklepajočih korenin pritrdila na tla - njen obraz je bil skrit z obdajajočimi listi.
Vendar Fojbos ni izgubil strasti do Dafne, tudi tako jo je imel rad. Z roko je ob deblu začutil, kako ji srce še vedno trepeta pod novim lubjem, stisnil je veje, kot da so deli človeške roke, in poljubil les. Toda celo les se je skrčil od njegovih poljubov in bog je rekel:
»Ker ne moreš biti moja nevesta, moraš biti moje drevo! Lovor, z vami bodo moji lasje vpleteni, s tabo moja lira, s teboj moja drhtavica. Šla boš z rimskimi generali, ko bodo veseli glasovi pozdravili njihovo zmago in Kapitol priča njihovim dolgim povorkam. Stala boš pred Avgustovimi vrati, zvest varuh in bdela nad hrastovo krono med njimi. In tako kot je moja glava z neobrezanimi lasmi vedno mlada, boš tudi ti nosila lepoto nesmrtnega listi.«

Penej je naredil: lovor je priklonil svoje novo narejene veje in zdelo se je, da je pretresal njeno listnato krono, kot glava, ki daje soglasje.

## Kritičen sprejem
Pohvala Apolonu in Daphne se je nadaljevala kljub upadu Berninijevega ugleda po njegovi smrti. Francoski popotnik je leta 1839 komentiral, da je skupina "presenetljiva tako zaradi mehanizma umetnosti kot dodelanosti, polna je šarma v ansamblu in podrobnostih."  V literarni reviji iz 19. stoletja piše, da je to edino Berninijevo delo, ki je vredno trajne pohvale. Drugi so bili manj pozitivni. Angleški potopisec je leta 1829 opozoril na Berninijevo tehnično spretnost, vendar je dodal, da skulptura "nosi vso pomanjkanje sodbe, okusa in znanja tiste dobe," nato pa kritiziral videz Apolona, ker je preveč podoben pastirju in premalo božanski.